# William D. Turnbull
William Davey Turnbull (* 27. Januar 1922 in Milwaukee, Wisconsin; † 5. Oktober 2011 in Chicago, Illinois) war ein US-amerikanischer Wirbeltierpaläontologe.

## Leben
Turnbulls lebenslange Faszination für Fossilien begann, als er als Jugendlicher in Racine, Wisconsin, in der Nähe des Ufers des Michigansees lebte. Er besuchte die University of Wisconsin–Milwaukee, wo er 1942 seinen Bachelor-Abschluss machte. Nachdem er während des Zweiten Weltkriegs in der United States Army in Europa gedient hatte, war er von 1946 bis 1956 als Präparator für fossile Wirbeltiere in der Abteilung für Geologie am Field Museum of Natural History in Chicago tätig. Mit Hilfe der G. I. Bill absolvierte er sein Graduiertenstudium an der University of Chicago. Von 1956 bis 1973 war er zunächst Assistenzkurator und ab 1963 stellvertretender Kurator in der Abteilung für Geologie am Field Museum. 1963 wechselte er an das National Museum of Victoria und an die Monash University, wo er bis 1964 als wissenschaftlicher Mitarbeiter tätig war. 1967 wurde er mit der Dissertation The mammalian masticatory apparatus zum Ph.D. in Paläobiologie an der University of Chicago promoviert. Von 1973 bis zu einer Emeritierung im Jahr 1987 war Turnbull Kurator in der Abteilung für Geologie am Field Museum. Ab 1975 wurde er Lecturer für vergleichende Evolutionsbiologie an der University of Chicago. Zudem war er als Lecturer an der Indiana University South Bend tätig und arbeitete als wissenschaftlicher Mitarbeiter an der University of Texas at Austin und am Western Australian Museum. Er diente der Society of Vertebrate Paleontology (SVP) von 1975 bis 1976 als Vizepräsident und von 1976 bis 1977 als Präsident. 1997 wurde er zum Ehrenmitglied der SVP gewählt. Zudem war er Mitglied der Paleontological Society, der Australian Mammal Society, der Geological Society of Australia, der American Society of Mammalogists sowie der Society for the Study of Evolution.
Turnbull ging 1987 offiziell in den Ruhestand, setzte seine Arbeit aber noch solange fort, wie es seine Gesundheit zuließ. Er war ein leidenschaftlicher Feldpaläontologe, wobei sich seine Sammeltätigkeit über die gesamten USA, vom Süden bis zu den westlichen Bundesstaaten, sowie über weite Teile Australiens erstreckte. Turnbull leistete bedeutende Beiträge zu den Sammlungen der paläontologischen Abteilung des Field Museum, wobei seine Fundstücke eozäner Säugetiere aus dem Washakie Basin als besonders spektakulär betrachtet werden. Einige von seinen bedeutendsten Funden waren in der Ausstellung Evolving Planet zu sehen, darunter der Mosasaurier Globidens und die Schildkröte Naomichelys.
Turnbulls Forschungsschwerpunkte waren der Kauapparat von Säugetieren, die Anatomie der Vordergliedmaßen von Maulwürfen, Säugetiere des Eozäns des Washakie Basin, Säugetiere der frühen Kreidezeit von der geologischen Trinity Group sowie die australische Beuteltier- und Nagetierfauna vom Tertiär bis zum Holozän.
Turnbulls wissenschaftliche Veröffentlichungen umfassten Themen wie die Kiefermechanik urzeitlicher Säugetiere des Mesozoikums, Beschreibungen von Beuteltier- und Nagetierfaunen des australischen Spätneogens und pleistozäne Säugetiere des Mittleren Westens. Seine letzte Arbeit umfasste Manuskripte über die eozänen Funde, die er im Washakie Basin in Wyoming gemacht hatte, über die Säugetierfauna der Madura Cave in Western Australia und über die Geschichte der paläontologischen Abteilung des Field Museum. Turnbull arbeitete mit bekannten Wissenschaftlern zusammen, darunter mit Elmer S. Riggs, dem ersten Wirbeltierpaläontologen in der Geschichte des Field Museum, und mit Ernest L. Lundelius, Jr., mit dem er in Australien paläontologische Feldarbeit betrieb.  
Nach Angaben des Museums war er Autor oder Mitautor von mehr als 100 wissenschaftlichen Arbeiten. Fast die Hälfte davon wurde nach seiner offiziellen Pensionierung veröffentlicht.
Zu Turnbulls Erstbeschreibungen zählen die fossilen Beuteltiere Pseudocheirus stirtoni Turnbull & Lundelius, 1970, Burramys triradiatus Turnbull et al., 1987, Peroryctes tedfordi (Turnbull et al., 2003) und Procoptodon mccoyi Turnbull et al., 1992
Turnbull heiratete 1948 in erster Ehe die Zooarchäologin Priscilla Freudenheim (1924–1985), mit der er einen Sohn hatte. 1985 heiratete er Hedy Mahler Brotman.
Turnbull starb am 5. Oktober 2011 nach kurzer Krankheit.

## Dedikationsnamen
2003 benannte Jason S. Anderson das Landwirbeltier Pseudophiegethontia tumbullarum aus der Gruppe der Temnospondyli zu Ehren von William und Priscilla Turnbull. Jeanette Muirhead und Stephen Wroe benannten 1998 die fossile Beutelwolfart Badjcinus turnbulli nach ihm.